# 12083 Darone
12083 Darone eller 1998 FS121 är en asteroid i huvudbältet som upptäcktes den 20 mars 1998 av LINEAR i Socorro County, New Mexico. Den är uppkallad efter Gregory Darone.
Asteroiden har en diameter på ungefär 4 kilometer.